# Marcipa lutearia
Marcipa lutearia là một loài bướm đêm trong họ Erebidae.